# 불행한 아이의 행복
불행한 아이의 행복은 1992년 공개된 대한민국의 영화이다.

## 배역
- 이영하
- 유지인
- 김성원
- 문정숙